# Proprietà dell'intersezione finita
La proprietà dell'intersezione finita in topologia è una proprietà di alcune famiglie non vuote di insiemi non vuoti.

## Definizione
Sia {\displaystyle {\mathcal {H}}} una famiglia non vuota di insiemi non vuoti, si dice che {\displaystyle {\mathcal {H}}} ha la proprietà dell'intersezione finita (PIF) se per ogni sottoinsieme finito {\displaystyle \{\mathrm {A} _{1},...,\mathrm {A} _{n}\}\subseteq {\mathcal {H}}} si ha che {\displaystyle \mathrm {A} _{1}\cap ...\cap \mathrm {A} _{n}\neq \emptyset }.

## Teoremi e risultati
Dato {\displaystyle \mathrm {X} \neq \emptyset }, sia {\displaystyle {\mathcal {H}}\subset {\mathfrak {P}}(\mathrm {X} )} una famiglia di sottoinsiemi di {\displaystyle \mathrm {X} }. Se {\displaystyle {\mathcal {H}}} ha la PIF, allora l'insieme {\displaystyle {\mathcal {F}}=\{\mathrm {A} \subseteq \mathrm {X} :\exists \mathrm {A} _{1},...,\mathrm {A} _{n}\in {\mathcal {H}}:\mathrm {A} _{1}\cap ...\cap \mathrm {A} _{n}\subseteq \mathrm {A} \}} è un filtro su {\displaystyle \mathrm {X} }

### Lemma dell'ultrafiltro
Dato {\displaystyle \mathrm {X} \neq \emptyset }, sia {\displaystyle {\mathcal {H}}\subset {\mathfrak {P}}(\mathrm {X} )} una famiglia di sottoinsiemi di {\displaystyle \mathrm {X} } con la PIF, allora {\displaystyle {\mathcal {H}}} è contenuto in un ultrafiltro.
La proprietà dell'intersezione finita viene usata nelle dimostrazioni di alcuni risultati come il teorema di compattezza semantica.